# Kamianicznik
Kamianicznik (biał. Камянічнік; ros. Каменичник, Kamienicznik) – chutor na Białorusi, w obwodzie grodzieńskim, w rejonie ostrowieckim, w sielsowiecie Ryteń.

## Historia
W dwudziestoleciu międzywojennym część wsi/zaścianka Izary, leżącej w Polsce, w województwie wileńskim, w powiecie święciańskim, do 11 kwietnia 1929 w gminie Aleksandrowo/Żukojnie, następnie w gminie Kiemieliszki.
Po II wojnie światowej w granicach Związku Sowieckiego. Od 1991 w niepodległej Białorusi.